# Crèvecœur (poule)
Pour les articles homonymes, voir Crèvecœur.
Pour des articles plus généraux, voir Gallus gallus domesticus et Liste des races de poules.
La crèvecœur est une race de poule très ancienne d'origine normande.

## Description
La crèvecœur est une volaille rustique adaptée au climat humide de la Normandie, bonne pondeuse de gros œufs blancs et dont la finesse de la chair est appréciable, tout en étant décorative.

### Origine

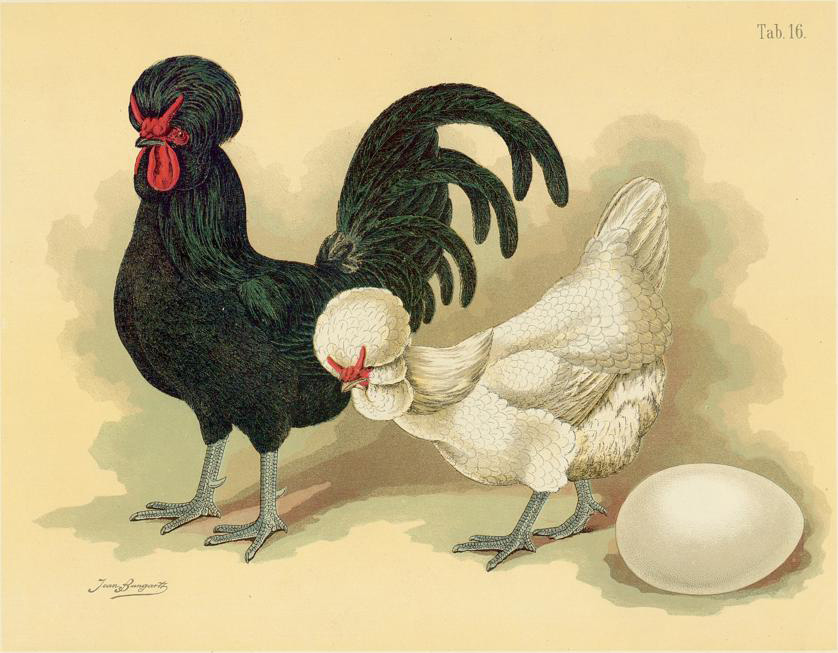
Coq et poule de Crèvecœur, Album de Jean Bungartz (1885).

La crèvecœur doit son nom au village normand de Crèvecœur-en-Auge. C'est la plus ancienne des races françaises dans les écrits, puisque les écrits attribuent l'arrivée de cette poule au XIIe siècle par le seigneur de Crèvecœur qui l'aurait ramenée de ses terres aux Pays-Bas. 
La crèvecœur a connu son heure de gloire jusqu'à la fin du XIXe siècle. Par exemple, à l'Exposition universelle de Paris de 1855, il n'y eut que deux prix attribués aux volailles exposées : l'un était réservé aux crèvecœurs et le second à toutes les autres races exposées ! 
Le Pays d'Auge exportait vers les Halles de la Villette près de 150 000 chapons dans l'année, principalement à destination des tables de l'aristocratie et de la grande bourgeoisie, qui l'appréciaient avec la fameuse recette d'escalope normande.
Il existe une variante de la crèvecœur, sans barbe avec une huppe légèrement plus petite, la Le Merlerault, du nom de son village d'origine, en Normandie également.

### Standard
- Masse idéale : coq : min. 3 kg ; poule : 2,5 kg
- Crête : à cornes (en V)
- Oreillons : blancs, cachés par les favoris
- Couleur des yeux : rouge orangé
- Couleur de la peau : blanche
- Couleur des tarses : noire
- Variétés de plumage : noir, bleu, blanc, coucou
- Œufs à couver : min. 65 g, coquille blanche
- Diamètre des bagues : coq : 20 mm ; poule : 18 mm

Existe en naine

## Divers
Elle est reconnue parmi les 108 races de poule du British Poultry Standard.

## Clubs officiels
- Club pour la sauvegarde des races avicoles normandes.

Éditant une revue trois fois par an : « Basse-cour Normande »  (ISSN 1631-719X). Siège social et adresse administrative : Mairie de Gournay-en-Bray (76220). 
- Conservatoire pour l'élevage et la préservation de la basse-cour normande
- Conservatoire des poules de Crèvecœur du Pays d'Auge, association agricole 1901 à but non lucratif et membre de l'Union associative agricole Ecosite22 Pays d'Auge): Le conservatoire a mis en place, dès 2013, le premier couvoir naturel, avec poules couveuses et adoptantes, visant la reprise de sa production fermière dans les 233 communes du Pays d'Auge historique.

- Conservatoire des races normandes et du Maine

## Sources
- Le Standard officiel des volailles (Poules, oies, dindons, canards et pintades), édité par la SCAF.
- "Poules made in France", J.C.périquet, éditions rustica